# 53 (број)
53 је број, нумерал и име глифа који предтсавља тај број. 53 је природан број који се јавља после броја 52, а претходи броју 54.

## У математици
- Је шеснаести по реду прост број

## У науци
- Је атомски број јода

## У спорту
- Је био број на дресу кошаркаша Марка Итона док је играо за екипу Јуте Џез
- Је рекордан број поена било ког рукија у једној НБА плеј-оф утакмици, постигнут од стране Вилта Чембрлена 1960. године

## Остало
- Је међународни позивни број за Кубу[1]
- Је број аутобуске линије у Београду који саобраћа на релацији Зелени Венац - Видиковац[2]